# 8695 Bergvall
8695 Bergvall este un asteroid din centura principală de asteroizi.

## Descriere
8695 Bergvall este un asteroid din centura principală de asteroizi. A fost descoperit pe 17 martie 1993 la Observatorul La Silla în cadrul programului UESAC. El prezintă o orbită caracterizată de o semiaxă mare de 2,89 ua, o excentricitate de 0,05 și o înclinație de 2,9° în raport cu ecliptica.